# Aila

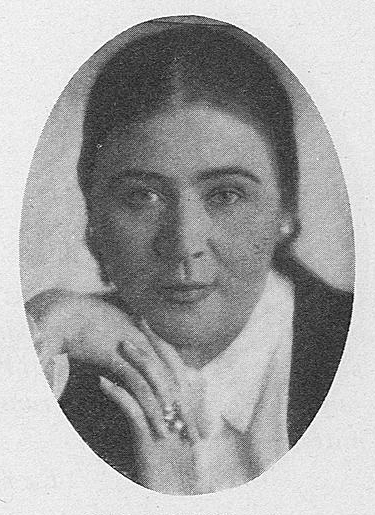
Aili Somersalmi, finländsk sångerska och skådespelerska

Aila är den finska varianten av Aili, ett kvinnonamn med troligt enaresamiskt ursprung. Namnen förekom i Finland redan under 1600-talet. I Sverige började namnen användas först kring förra sekelskiftet (1900).
Möjligtvis är namnen en motsvarighet till det nordiska namnet Helga som betyder helig.
Den 31 december 2017 fanns det totalt 1 023 kvinnor folkbokförda i Sverige med namnet Aila, varav 729 bar det som tilltalsnamn. Motsvarande siffror för Aili var 872 respektive 443.
Namnsdag i Sverige: saknas

Namnsdag i Finland; finlandssvenska namnlängden: saknas, i finska namnlängden: 17 september

## Personer med namnet Aila
- Aila Meriluoto, finländsk författare
- Aila Paloniemi, finländsk politiker

## Personer med namnet Aili
- Aili Kangas, svensk konstnär
- Aili Keskitalo, norsk-samisk politiker
- Aili Konttinen, finländsk författare
- Aili Nordgren, finlandssvensk författare
- Aili Pekonen, svensk illustratör och modeskapare
- Aili Somersalmi, finländsk sångerska och skådespelerska